# 张作霖绞杀的20人名单
1927年4月28日，中華民國北洋政府奉系军阀首領张作霖在北京西交民巷京师看守所，对李大钊等20人，处以绞刑。
1. 李大钊，（1889年-1927年），河北樂亭人，中國共產黨元老兼中國國民黨黨員。中共北方区委负责人，国民党北京执行部负责人，北京大学教授。
2. 李　昆，（1886年-1927年），北京顺义人，北京灯市口升昌铁工厂工人。共产党人，中共北方区委工人支部书记。
3. 路友于，（1895年-1927年），山东诸城人，留學日本早稻田大學。国民党一届候补中委。北京政治分会委員，北京特別市党部监察委员，北京大学讲师。
4. 谭祖尧，（1903年-1927年），四川江津人，国立艺术专科学校西画系毕业，共产党人。
5. 邓文辉，（1903年-1927年），湖南沅陵人，国民党人，北京大学学生。
6. 谢伯俞，（1905年-1927年），湖南宝庆人，北京师范大学学生。共产党人兼国民党人，国民党北京特别市党部执委、组织部长。
7. 姚　彦，（1903年-1927年），湖南保靖人，共产党人，中国大学学生。
8. 范鸿劼，（1897年-1927年），湖北鄂州人，共产党人，北京大学英文系毕业。
9. 莫同荣，（1894年-1927年），广东琼崖人，中国大学毕业，琼岛魂社首领，共产党人兼国民党人，国民党北京特别市党部执行委员会委员、农民部部长。
10. 方伯务，（1896年-1927年），湖南衡山人，国立艺术专科学校国画教师，北京市车业工会主席，共产党人。
11. 郑培明，（1899年-1927年），山东日照人，国民党北方执行部会计干事。
12. 杨景山，（1903年-1927年），河北清苑人，北京大学学生，中共北方区委秘书，组织部长。
13. 谢承常，（1901年-1927年），四川巴县人，曾留法勤工俭学，共产党人。
14. 张挹兰，（1893年-1927年），女，北京大学教育系毕业，缦云女子中学校长，国民党北京特别市党部妇女部长。
15. 李应良，化名李银连，陕西西安人，陕西某中学教员，中国共产党党员，代表于右任来京出差。
16. 吴平地，四川江津人，北京师范大学学生，共产党人。
17. 陶永立，河北高邑人，共产党人，北方区委机关秘书，俄文翻译。
18. 英　华，北京海淀正蓝旗人，工人。
19. 阎振三，李大钊办公室工友。
20. 张伯华